# Condado de Edgecombe
O Condado de Edgecombe é um dos 100 condados do estado americano da Carolina do Norte. A sede do condado é Tarboro, e sua maior cidade é Tarboro. O condado possui uma área de 1 312 km² (dos quais 4 km² estão cobertos por água), uma população de 55 606 habitantes, e uma densidade populacional de 43 hab/km² (segundo o censo nacional de 2000). O condado foi fundado em 1741.